# Fronsac, Gironde
Fronsac är en kommun i departementet Gironde i regionen Nouvelle-Aquitaine i sydvästra Frankrike. Kommunen ligger i kantonen Fronsac som tillhör arrondissementet Libourne. År 2022 hade Fronsac 1 120 invånare.

## Befolkningsutveckling
Antalet invånare i kommunen Fronsac
Referens:INSEE